# Es klappert die Mühle am rauschenden Bach

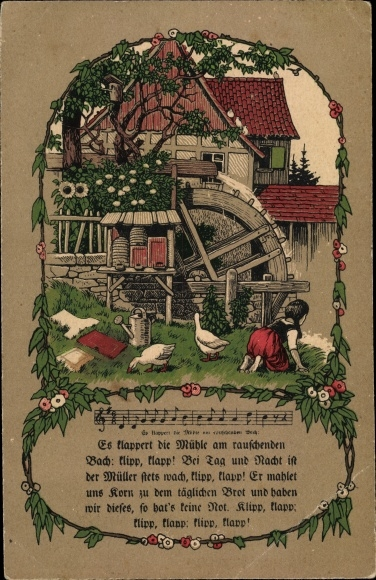
Es klappert die Mühle am rauschenden Bach, Liedpostkarte um 1910

Es klappert die Mühle am rauschenden Bach ist ein Kinderlied aus der Zeit der Romantik, in dem eine Wassermühle sowie das Müller- und Bäckerhandwerk besungen werden.

## Entstehung
Der Text des Liedes wird dem deutschen Schulmeister Ernst Anschütz zugeschrieben, der ihn um 1824 verfasst und 1830 im 3. Heft seines Musikalischen Schulgesangbuchs veröffentlicht haben soll.
Die Melodie ist abgeleitet vom Volkslied Es ritten drei Reiter zum Tore hinaus, das um 1770 bekannt wurde. Eine alternative Melodie komponierte Carl Reinecke im Jahr 1867 (Opus 91, Nr. 1).
Das Lied ist eines von vielen Liedern über Mühlen und Müller aus dem 19. Jahrhundert (vgl. beispielsweise Eichendorff/Glück: In einem kühlen Grunde; Kerner: Dort unten in der Mühle; u. v. a. m.). Von anderen Liedern dieser Zeit hebt sich Es klappert die Mühle am rauschenden Bach in einer Textversion dadurch ab, dass das Motiv des „täglichen Brotes“ aus dem Vaterunser aufgegriffen und besonders betont wird.
In Preußen wurde das Lied für den Musikunterricht der ersten und zweiten Klasse an Volksschulen empfohlen. Im Zuge der Heimatbewegung avancierte das Stück zu einem beliebten Volkslied. Der Liedanfang mit der „klappernden“ Mühle wurde zum geflügelten Wort.

## Text
Es klappert die Mühle am rauschenden Bach, klipp klapp.

Bei Tag und bei Nacht ist der Müller stets wach, klipp klapp.

Er mahlet uns Korn zu dem kräftigen Brot,

und haben wir solches, so hat’s keine Not.

Klipp klapp, klipp klapp, klipp klapp!

Flink laufen die Räder und drehen den Stein, klipp klapp,

und mahlen den Weizen zu Mehl uns so fein, klipp klapp.

Der Bäcker dann Zwieback und Kuchen draus bäckt,

der immer den Kindern besonders gut schmeckt.

Klipp klapp, klipp klapp, klipp klapp!

Wenn reichliche Körner das Ackerfeld trägt, klipp klapp,

die Mühle dann flink ihre Räder bewegt, klipp klapp.

Und schenkt uns der Himmel nur immerdar Brot,

so sind wir geborgen und leiden nicht Not.

Klipp klapp, klipp klapp, klipp klapp!
1. ↑  alternativ: zu dem täglichen Brot
2. ↑  alternativ:

Der Müller, der füllt uns den schweren Sack,

Der Bäcker das Brot und den Kuchen uns backt.